# Overflowvlag
De overflowvlag is een term uit de microprocessortechniek.
In de ALU van de processor is de overflowvlag één bit in het statusregister die aangeeft dat de laatst uitgevoerde rekenkundige bewerking een  overflow genereerde. Een overflow ontstaat wanneer twee positieve getallen worden opgeteld en de som te groot is om in de representatie weergegeven te worden, waardoor het resultaat als negatief geïnterpreteerd wordt, of wanneer twee negatieve getallen worden opgeteld en het resultaat positief geïnterpreteerd wordt. Het teken wordt in het systeem van two's complement bepaald door de hoogste bit, de tekenbit.
Het hangt van het type microprocessor af, of en met welke bewerkingen de overflowflag gebruikt wordt. Doorgaans wordt de overflowflag uitgezet (op 0 gezet), als de inhoud van een register met zichzelf wordt vergeleken. Bij de MOS 6502 microprocessor is hier de instructie CLV voor.

## Voorbeeld
In dit voorbeeld van de optelling van twee 8-bits integers vindt overflow plaats:
01111111 + 0000001 = 10000000
In decimale representatie staat er: 127 + 1 = 128. Echter, omdat de hoogste bit de tekenbit is, is het resultaat negatief.